# I figli di Ingmar
I figli di Ingmar è un film svedese del 1919, diretto ed interpretato da Victor Sjöström, basato sul romanzo Jerusalem di Selma Lagerlöf.

## Trama
Un uomo, Ingmar Imgarsson il piccolo, è al lavoro sui campi del suo grande e redditizio podere, e riflette sulla propria felice condizione di benestante, ma è nello stesso tempo tormentato da un atroce dubbio, a proposito del quale avrebbe voluto chiedere consiglio al papà, Ingmar il grande, ora defunto, così come soleva fare quando era ancora in vita. Il piccolo Ingmar ascende allora, nella propria immaginazione, la lunga scala verso il Paradiso, dove raggiunge il padre, che vi abita, in una bella fattoria celeste, in compagnia dei patriarchi degli Imgarsson, tutti di nome Imgar. E comincia a raccontare la propria storia come si era sviluppata a partire dalla dipartita del padre.
Brita, controvoglia, era stata costretta ad essere la promessa sposa di Ingmar il piccolo, e si era trasferita nelle sue proprietà. Qui ella sviluppa, comprensibilmente, un progressivo stato depressivo. E, prima che il matrimonio (rimandato per contingenti difficoltà economiche di Ingmar) abbia luogo, Brita dà alla luce un bambino, che viene trovato morto, e viene ritenuta colpevole, pur con tutte le attenuanti, di infanticido, per il qual fatto sconta una pena detentiva.
Il dilemma di Ingmar il piccolo, che egli espone al padre, nasce quando, alla scarcerazione di Brita, ci si rende conto che il suo reinserimento e la sua permanenza nella comunità sarebbe stato soggetto ai pregiudizi condivisi, secondo i quali la madre di un figlio “illegittimo” (nonché madre infanticida) sarebbe stata considerata come un disonore gravante su di lei e sulle sue relazioni per sempre.
Mentre l’ostracismo della comunità (compresa la madre stessa di Ingmar) non tarda a manifestarsi, ed il padre di Brita, probabilmente per gretti interessi personali, destina la figlia a partire per l’America, Ingmar il piccolo e Berta decidono di sfidare le malelingue e di stabilirsi finalmente presso la fattoria degli Ingmarsson.
A quel punto l’opinione pubblica cambia subitamente d’avviso, ed i maggiorenti del villaggio, così come gli antenati in Paradiso, riconoscono che ora il piccolo Ingmar, avendo compiuto la giusta scelta, possa essere chiamato a sua volta “grande Ingmar”.

## Soluzioni tecniche
Nel film si trovano valide soluzioni tecniche per una rappresentazione dove i personaggi del mondo rurale vengono ad avere le stesse caratteristiche del mondo soprannaturale, dove il paesaggio si mostra dall'alto «in tutta la sua maestosità, quando il giovane Ingmar sale la scala che lo porta in cielo a chiedere consigli agli antenati, riuniti in una sala i cui affreschi rappresentano le tradizioni locali». È stato scritto che «la scalata verso il paradiso con annessa chiaccherata con il padre è il punto più alto dell’intera narrazione». La soluzione tecnica che permette ad Ingmar di passare dal proprio podere con i campi circondati da vallate e specchi d'acqua alla scala che porta in cielo è ottenuta con lo stesso personaggio, Ingmar, ripetuto nella stessa inquadratura mentre mette in atto le due azioni successive che segnano il passaggio dal mondo reale a quello soprannaturale. Tale tecnica della ripetizione del personaggio è caratteristica dell'arte del XV secolo e si ritrova in particolare nelle illustrazioni della Divina Commedia dove il cammino di Dante nell'oltretomba è spesso rappresentato con «il caratteristico procedimento della ripetizione della figura» che agisce in momenti diversi, vedi i disegni di Sandro Botticelli per il poema dantesco. Per dare l'immagine del dialogo tra Ingmar e Brita, che è assente, Brita compare nel riflesso dell'acqua in cui si specchia l'immagine di Ingmar.